# 安蒂什
安蒂什是葡萄牙阿威罗区的一个堂区。总面积3.7平方公里，总人口1029人，人口密度278.1人/平方公里。